# Sophia Schmidt
Sophia-Charlotte Schmidt (geboren 1998) ist eine deutsche Tennisspielerin und Behindertensportlerin. Sie repräsentierte Deutschland bei den Special Olympics World Summer Games 2023 in Berlin und gewann dort im Einzel Silber und im Doppel Gold. Vom 26. bis 28. Januar 2024 fanden die PWII Australian Open Championships statt. Ein Tennisturnier, bei dem Menschen mit geistigen Behinderungen antreten. Als erste Deutsche überhaupt errang Sophia Schmidt im Doppel mit der Brittin Anna McBride die Goldmedaille.

## Leben und sportliche Erfolge
Schmidt lebt in Gütersloh in Nordrhein-Westfalen und hat einen Sohn. Von 2009 bis 2019 besuchte sie die Tennis-AG der Mamre-Patmos-Schule, einer Förderschule der V. Bodelschwinghschen Stiftungen in Bielefeld. Sie arbeitet im Hort der Freien Waldorf-Schule Gütersloh.
Schmidt kam über die Tennis-AG ihrer Schule zum Sport. Sie wird seit 2009 beim iTC SuS Bielefeld von Georg Hodik trainiert. Seit 2010 nahm sie an allen nationalen Spielen von Special Olympics Deutschland teil, erstmals 2010 in Bremen. Hier qualifizierte sie sich mit einer Gold-Medaille im Doppel und Bronze im Einzel für die Special Olympics Weltspiele im folgenden Jahr. 2012 war Schmidt bei den nationalen Spielen in München, 2014 in Düsseldorf und 2016 in Hannover. Bei den Sommerspielen 2022 in Berlin gewann sie im Einzel in der Leistungsklasse Level 5 SF01 die Goldmedaille und qualifizierte sich damit für die Weltspiele im folgenden Jahr.
Auch bei internationalen Wettbewerben von Special Olympics war Schmidt im deutschen Team, so bereits mit zwölf Jahren als jüngste deutsche Athletin bei den Special Olympics World Summer Games 2011 in Athen. Erst im Jahr davor war die Altersgrenze auf zwölf Jahre gesenkt worden. Bei den Special Olympics World Summer Games 2023 in Berlin gewann sie im Doppel der Frauen mit Paula Polak in Level 5, Leistungsgruppe L5 DF01, im Halbfinale mit 2:0 gegen Loretta Claiborne und Heidi Sand, Special Olympics Vereinigte Staaten. Im Finale stand sie gemeinsam mit Paula Polak gegen Samantha Eckert und Sophie Rensmann, ebenfalls von Special Olympics Deutschland. Ihr Team gewann die Goldmedaille mit  6:1, 6:0. Im Einzel gewann sie in der Leistungsgruppe L5 SF03A eine Silbermedaille.
Schmidt war Gast in der ersten Folge des Podcasts Selbstbestimmt des mehrfachen Welt- und Europameisters im Speerwerfen Mathias Mester.